# Anastrepha aphelocentema
Anastrepha aphelocentema är en tvåvingeart som beskrevs av Stone 1942. Anastrepha aphelocentema ingår i släktet Anastrepha och familjen borrflugor. Inga underarter finns listade i Catalogue of Life.